# Godhet har makt över ondskan
Godhet har makt över ondskan (engelska: Goodness Is Stronger Than Evil) är en sydafrikansk psalm med text skriven 1995 av ärkebiskopen Desmond Tutu som skrev den under apartheidtiden. 1996 skrevs musik till psalmen av tonsättaren John L. Bell som är verksam inom Iona Community. Psalmen översattes till svenska 1998 av prästen Leif Nahnfeldt. Texten bygger på Höga visan 8:6, Första Korintierbrevet 15:57, Efesierbrevet 6:12 och Första Johannesbrevet 1:5.

## Publicerad i
- Himlen & jorden sjuder.[1]
- Verbums psalmbokstillägg 2003 som nummer 782 under rubriken "Att leva av tro: Vaksamhet - kamp - prövning".[1]
- Ung psalm 2006 som nummer 239 under rubriken "Håll om mig – tårar, tröst och vila".[2]